# Хорлы
Хорлы́ (укр. Хорли́, до 1958 г. — Порт Хорлы, укр. Порт Хорли) — село в Каланчакской поселковой общине Скадовского района Херсонской области Украины.
Расположено на полуострове Горький Кут (укр. Гіркий Кут), который омывается Чёрным морем, в 22 км от Каланчака и 27 км от железнодорожной станции Каланчак на линии Херсон—Симферополь. Морской порт. Площадь — 7,99 км². Почтовый индекс — 75813.
В 2022 году, во время вторжения России в Украину, село было захвачено. На данный момент находится под российской оккупацией.

## Население
Население по переписи 2001 года составляло 795 человек.

### Языковой состав
Родной язык населения по данным переписи 2001 года:
| Язык       | Численность, чел. | Доля     |
| ---------- | ----------------- | -------- |
| Украинский | 670               | 84,28 %  |
| Русский    | 119               | 14,97 %  |
| Другое     | 6                 | 0,75 %   |
| Итого      | 795               | 100,00 % |

## История
Село Хорлы было основано в 1897 году на землях помещицы Софьи Богдановны Фальц-Фейн поселенцами, которые в поисках лучшей жизни пришли сюда из разных мест. Возникли Хорлы как морской порт, через который вывозилось за границу товарное зерно с имений Фальц-Фейнов по всей Таврии. Для установления связей с отдалённым портом в сентябре 1898 года открылась телефонная линия, которая соединила Хорлы с Перекопом. С 1903 году к причалам порта могли одновременно швартоваться до 6 судов. С этого времени населённый пункт получил официальное название — Порт Хорлы. С размещением торговых операций в Хорлах начала действовать таможня и появился судоремонтный док. Кроме внешнеторговых связей, порт осуществлял каботажные рейсы к портам и пристаням Черноморского бассейна — Одессы, Херсона, Севастополя, Николаева, Скадовска, городка Станислав и других населённых пунктов.
В 1919—1939 гг. — город, в 1931—1939 гг. — центр одноимённого района Николаевской области. 
В апреле 1920 года во время Гражданской войны в России дроздовцы под командованием генерала Витковского провели успешную десантную операцию и взяли Хорлы. Через несколько месяцев белогвардейцы были выбиты из села и его захватили красноармейцы.
В советское время в Хорлах развивались морской порт, а также рекреационная сфера — базы отдыха, детские лагеря и др. Сейчас порт находится в заброшенном состоянии. Сохранился ряд сооружений начала XX в.
В настоящее время посёлок Хорлы является популярным местом отдыха. Сочетание степных и морских воздушных масс создаёт благоприятные условия для оздоровления органов дыхания.

## Известные уроженцы
- Н. Д. Фогель (1908—1980) — советский писатель.
- В. П. Кожевников (1936 — с.д.) — кандидат географических наук

## Достопримечательности
- Памятник основательнице Хорлов Софье Богдановне Фальц-Фейн
- Памятник на могиле С. Б. Фальц-Фейн, убитой большевиками в 1919 г.
- Здания портовых складов, начало XX в.
- Статуя «Купальщица» из итальянского мрамора (парковый фонтан), начало XX в.
- Остатки парка
- Здание конторы порта, начало XX в., в котором была убита С. Б. Фальц-Фейн.
- Здание вокзала морского порта, 1950-е гг.